# Кэти Прайс
Катрина Эми Александра Алексис Прайс, урождённая Инфилд (англ. Katrina Amy Alexandria Alexis Price, née Infield; 22 мая 1978, Брайтон, Восточный Суссекс, Англия), более известная как Кэ́ти Прайс (Katie Price) — британская певица, автор песен, медийная личность и фотомодель, телеведущая, писательница, актриса, модный дизайнер и бизнесвумен. Первую известность получила в качестве гламурной модели, снимаясь для третьей страницы таблоида The Sun под псевдонимом Джордан (Jordan).

## Биография
Катрина Эми Александра Алексис Инфилд родилась 22 мая 1978 года в семье Рэя Инфилда и Эми Чарлиер. Когда Кэти было четыре года, отец ушёл из семьи, а мать вышла замуж за Пола Прайса. В семнадцатилетнем возрасте девушка официально стала Кэти Прайс, взяв фамилию отчима.
После окончания средней школы Кэти практически сразу решила стать фотомоделью. После того, как её фотографии попали в одно из ведущих модельных агентств Лондона, её пригласили сотрудничать. Именно тогда Кэти Прайс взяла себе псевдоним Джордан. Впоследствии Кэти начала работать над своей внешностью, всячески совершенствуя её, и первым делом увеличила себе грудь.
Джордан появлялась на обложках множества журналов: FHM, Maxim, Nuts, Front, Zoo Weekly, Sky, Esquire, Loaded. Также она снялась для шести выпусков журнала Playboy «Book of Lingerie». В 2000-х годах Прайс приняла участие в целом ряде документальных фильмов о модельном бизнесе, где играла саму себя.

## Личная жизнь

### Отношения и дети
27 мая 2002 года у Прайс родился сын, Харви Дэниел Прайс, от непродолжительных отношений с футболистом Дуайтом Йорком. Харви родился слепым с септооптической дисплазией, которая делает развитие зрительного нерва непредсказуемым. Ему также были диагностированы расстройство аутистического спектра и синдром Прадера — Вилли.
С 2005 по 2009 год Прайс была замужем за музыкантом Питером Андре. У бывших супругов есть двое детей: сын Джуниор Савва Андреас Андре (род. 13 июня 2005) и дочь Принцесс Тиаами Кристал Эстер Андре (род. 29 июня 2007). Также в этом браке у неё было два выкидыша — в 2006 году и в апреле 2009 года.
С 2010 по 2012 год Прайс была замужем за актёром и участника боёв без правил Алексом Рейдом.
С 2013 по 2020 год Прайс была замужем за стриптизёром Кираном Хейлером. У бывших супругов есть двое детей: сын Джетт Ривьера Хейлер (род. 17 августа 2013) и дочь Банни Хейлер (род. 4 августа 2014).

### Болезнь
В 2002 году Прайс лечилась от лейомиосаркомы пальца. Раковая опухоль была удалена в больнице Наффилда недалеко от ее дома в Брайтоне.

### Автобиографии
- Being Jordan (2004)
- Jordan: A Whole New World (2006)
- Jordan: Pushed to the Limit (2008)

### Для взрослых
- Angel (2006)
- Crystal (2007)
- Angel Uncovered (2008)
- Sapphire (2009)
- Paradise (2010)
- Turan (2012)

### Для детей
- Katie Price’s Perfect Ponies series x13 Books (2007—2010)
- Katie Price’s Mermaids and Pirates series x12 Books (2008—2010)

### О моде
- Standing Out (2009)